# Chrysosoma bequaerti
Chrysosoma bequaerti är en tvåvingeart som beskrevs av Charles Howard Curran 1926. Chrysosoma bequaerti ingår i släktet Chrysosoma och familjen styltflugor.
Artens utbredningsområde är Kongo. Inga underarter finns listade i Catalogue of Life.